# Karbow-Vietlübbe
Karbow-Vietlübbe – dawna gmina w Niemczech, wchodząca w skład urzędu Eldenburg Lübz w powiecie Ludwigslust-Parchim, w kraju związkowym Meklemburgia-Pomorze Przednie.
1 stycznia 2014 gmina została połączona z gminą Wahlstorf tworząc nowa gminę Gehlsbach.